# Barcelona ciutat neutral
Barcelona, ciutat neutral és una minisèrie de dos episodis dirigida per Sònia Sánchez i amb guió de Mateu Adrover i Xesc Barceló produïda per Televisió de Catalunya i Prodigius Cinema amb el suport de l'Institut Català de les Indústries Culturals (ICIC), l'Institut de la Cinematografia i de les Arts Audiovisuals (ICAA) i l'ens públic portuguès RTP1. Fou rodada en català i emesa per TV3 el 29 de novembre de 2011. Té un repartiment de 76 actors encapçalats per Bernat Quintana i Nausicaa Bonnín i la participació de 800 figurants. La sèrie està ambientada d'entrada a Viena però principalment a Barcelona (i alentorns), des de just abans de l'esclat de la Primera Guerra Mundial fins just després. La sèrie fou rodada al Maresme, diversos llocs de Barcelona, Sitges i Caldes de Montbui.

## Argument
Al port de Barcelona, una ciutat plena d’intrigues i canvis socials,, l’agost de 1914 (poc després de l’esclat de la Primera Guerra Mundial) es coneixen en un vaixell la Glòria, sindicalista idealista, i el Karl, arquitecte de família benestant però que vol deixar-ho tot per dedicar-se a pintar. Com que el vaixell no acaba de salpar, aprofitant l’estatut de neutralitat enmig de la guerra, hi coneixen altres personatges com els pagesos Sebastià i Caterina, l’aspirant a artista Caterina i el pillet Cinto.

## Repartiment
- Bernat Quintana - Karl
- Nausicaa Bonnín - Glòria
- Diana Gómez	-	 Maria
- Ramón Pujol - Sebastià
- Jordi Pla	-	 Cinto
- Laura Aubert -	 Caterina
- Pep Pla	-	 Sr. Estruch
- Albert Pérez	 -	 Daniel
- Laura Conejero	- Teresa
- Nicolau Breyner	- Eanes
- Filipe Duarte - Pedro

## Recepció
El primer episodi fou seguit per 584.000 espectadors, mentre que el segon episodi el van seguir 394.000 espectadors, fet que es podria deure a que l'emissió va coincidir amb un partit de futbol del Futbol Club Barcelona, però tot i així liderà la franja horària amb el 14,2 % del share i va ser el sisè programa més vist del dia.

## Nominacions
Fou nominada al Gaudí a la millor pel·lícula per a televisió als Premis Gaudí de 2012.